# Chokladfläcksjuka

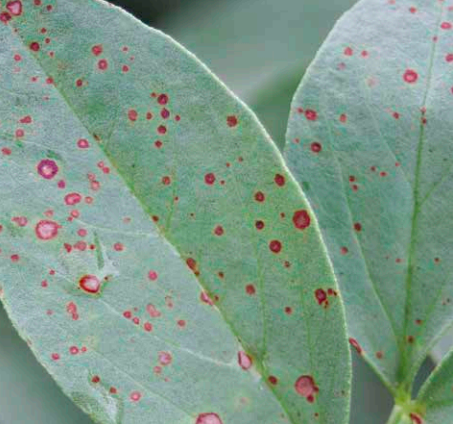
Chokladfläcksjuka

Chokladfläcksjuka (Botrytis fabae) är en växtsjukdom som drabbar främst åkerböna (Vicia faba) men den kan även angripa vicker. Symtomen syns först vid blomning även om svampangrepp kan börja under försommaren. Generellt sett tar det lång tid för sjukdomen att utvecklas och den påverkar skörden marginellt. Om det är många plantor som infekterats och väderleken är fuktig och varm kan sjukdomen däremot leda till stora skördeförluster.

## Biologi
Svampens konidier infekterar åkerbönans nedre blad och stjälk. Därefter växer svampen och fläckar/prickar bildas på plantan. I dessa produceras det nya konider som sprids uppåt på plantan med hjälp av regnstänk och vind. För att övervintra bildar svampen sklerotier som sedan gror på våren och sprider konidier till nästa års åkerbönor. Svampen kan även övervintra som mycel.

## Symtom
I början av angreppet bildas det mindre runda prickar på de understa bladen. Färgen på prickarna är brunaktiga med en rödbrun kant. Även stjälkarna angrips och men där blidas det streck istället för prickar som på bladen. Ju längre angreppet fortgår desto mer förstoras prickarna och sammansmälter till bruna partier. Till slut vissnar bladen och kan börja falla av plantan.

## Bekämpning
För att undvika att chokladfläcksjuka utvecklas är det viktigt att plöja ner skörderester, annars kan sporer med hjälp av vind sprida sig till närliggande fält och infektera. Ett annat sätt att undvika sjukdomen är att inte ha insådd i åkerbönan då detta också ökar vindspridningen av sporer till andra fält. Det går även att bekämpa chokladfläcksjuka med kemiska bekämpningsmedel. Tidpunkten för denna åtgärd är DC 61-69, någon bekämpningströskel är inte utformad men om symtom syns tydligt på bladen, samtidigt som vädret är varmt och blött, kan det bli aktuellt med kemisk bekämpning.